# ملعب لوس باخاريتوس الجديد
ملعب لوس باخاريتوس الجديد، بالإنجليزية Nuevo Estadio Los Pajaritos- هو ملعب متعدد الأغراض، يقع في شورية بإسبانيا. يتم استخدامه حاليًا لمباريات كرة القدم، وهو الملعب الرئيس لنادي نومانسيا. يتسع الملعب لـ 8261 مقعدًا، وتم بناؤه في عام 1999م. تشتهر مدينة شورية بالطقس البارد وارتفاعها عن سطح البحر بأكثر من 1000م، الأمر الذي يمنحها ميزة قوية على أرضها في فصل الشتاء. وقد استمرت فترة بناء الملعب الجديد ستة أشهر فقط، بتكلفة بلغت 12 مليون يورو. وتم بناء الملعب بجوار ملعب لوس باخاريتوس القديم مباشرة. والملعب الجديد يقع على الحافة الجنوبية لمدينة شورية الصغيرة، يستغرق الوصول إلى الملعب للقادم من وسط مدينة شورية مشيًا على الأقدام أقل من 15 دقيقة. ويوجد غرب الملعب محطة قطار شورية، وتتوفر يوميًا رحلتين مباشرتين من مدريد.
تم افتتاح الملعب بمباراة ودية بين نومانسيا وريال سرقسطة، وانتهت المباراة بفوز سرقسطه بنتيجة 3-1، ونظرًا للبرد الشديد الذي يضرب شورية في فصل الشتاء، فقد تم تصميم الملعب خصيصًا لتحمل درجات الحرارة المنخفضة وتوفير أكبر قدر ممكن من الدفء للجماهير واللاعبين، وبدلاً من استخدام الهياكل الخرسانية، تم استخدام خشب الصنوبر كعنصر اساسي في عملية البناء، مما يعطي للملعب مظهرًا مميزًا.
تزامن الانتقال إلى الملعب الجديد مع ارتفاع ثروات نادي سي دي نومانسيا. حيث صعد الفريق إلى الدرجة الأولى في عام 1999م، وظل في الدوري الإسباني لموسمين قبل العودة مرة أخري إلى دوري الدرجة الثانية. ثم عاد وصعد مرة أخرى إلى دوري الدرجة الأولى في موسم 2004-2005م، لكن سرعان ما هبط إلى الدرجة الثانية بعد موسم واحد فقط. ومن جديد عاد إلى الدوري الممتاز في موسم 2007–2008م.. الفريق يلعب حاليًا في دوري الدرجة الثانية ب.
قبل عام 1999م، كان نادي نومانسيا يلعب في ملعب لوس باخاريتوس البلدي Estadio Municipal Los Pajaritos. وهو في الأساس ملعب لألعاب القوى، يحتوي على مدرج صغير معلق على الجانب الغربي، بجوار الملعب الجديد.وكان الطقس فيه أكثر برودة، حيث كانت عدد مصدات الرياح أقل من المدرجات، وكان هناك اقتراح تركيب حمامات ساخنة فقط في عام 1996م على حساب نادي برشلونة لكرة القدم، وذلك بعد أن أخرج نادي نومانسيا (وهو من أندية الدرجة الثالثة) ثلاثة أندية من الدرجة الأولى من كأس إسبانيا في ذلك العام.

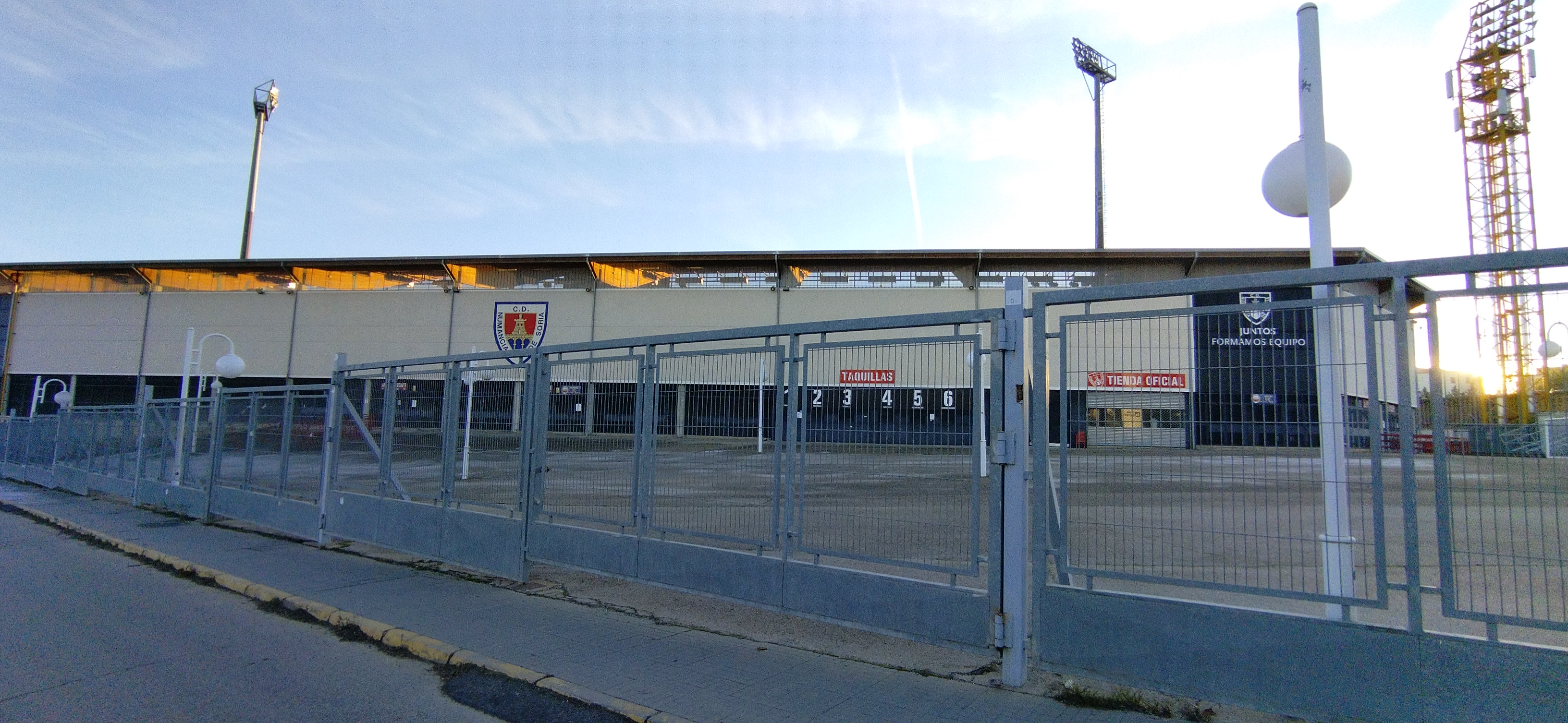
ملعب لوس باخاريتوس الجديد

في يناير 2016م، تم تركيب نظام للتدفئة في المدرجات. وكان من المقرر افتتاح الملعب في 14 فبراير 2016م، في مباراة دوري الدرجة الثانية الإسباني موسم 2015–2016م بين فريقي نومانسيا ومايوركا.

## حضور مباريات الدوري
هذه قائمة بحضور مباريات الدوري والتصفيات لنادي نومانسيا في ملعب لوس باخاريتوس الجديد.
| القسم/ الموسم               | المجموع | الأعلى | الأدنى | المتوسط |
| --------------------------- | ------- | ------ | ------ | ------- |
| دوري الدرجة الثانية 2012–13 | 62,673  | 3,853  | 2,033  | 2,984   |
| دوري الدرجة الثانية 2013–14 | 65,113  | 6,207  | 1,702  | 3,101   |
| دوري الدرجة الثانية 2014–15 | 61,339  | 6,305  | 1,466  | 2,921   |
| دوري الدرجة الثانية 2015–16 | 61,750  | 7,606  | 2,146  | 2,940   |
| دوري الدرجة الثانية 2016–17 | 61,145  | 4,571  | 2,104  | 2,912   |
| دوري الدرجة الثانية 2017–18 | 93,483  | 8,068  | 2,174  | 4,064   |
| دوري الدرجة الثانية 2018–19 | 69,001  | 6,069  | 2,537  | 3,450   |
| دوري الدرجة الثانية 2019–20 | 56,790  | 5,734  | 2,654  | 3,549   |

## روابط خارجية
- إستاديوس دي إسبانيا باللغة الإنجليزية